# Liste der Monuments historiques in Moosch
Die Liste der Monuments historiques in Moosch führt die Monuments historiques in der französischen Gemeinde Moosch auf.

## Liste der Bauwerke
| Bezeichnung                   | Beschreibung                                                                          | Standort                          | Kennzeichnung | Schutzstatus | Datum | Bild           |
| ----------------------------- | ------------------------------------------------------------------------------------- | --------------------------------- | ------------- | ------------ | ----- | -------------- |
| Nécropole nationale de Moosch | französischer Soldatenfriedhof des Ersten Weltkriegs; zwischen 1918 und 1921 angelegt | Rue du Cimetière Militaire (Lage) | PA00085522    | Classé       | 1923  | weitere Bilder |